# 31 augustus
31 augustus is de 243ste dag van het jaar (244ste dag in een schrikkeljaar) in de gregoriaanse kalender. Hierna volgen nog 122 dagen tot het einde van het jaar.

## Gebeurtenissen
- Algemeen
  - 1888 - Jack the Ripper slaat voor het eerst toe: hij vermoordt Mary Ann Nichols.
  - 1920 - De eerste steen wordt gelegd voor een nieuwe cacao- en chocoladefabriek van Ringers in Alkmaar.
  - 1986 - Het Sovjet-passagiersschip Admiraal Nakhimov komt in de Zwarte Zee in botsing met het vrachtschip Pyotr Vasev: 398 mensen komen om.
  - 1986 - Aeromexico-vlucht 498 stort neer in Cerritos, Californië na een botsing met een Piper Cherokee sportvliegtuig. Er vallen 82 doden, van wie 15 op de grond.
  - 1994 - De laatste Sovjet-militairen verlaten de voormalige DDR.
  - 1997 - Diana Spencer, de ex-vrouw van koning Charles III van Groot-Brittannië, komt samen met haar vriend Dodi Al-Fayed om het leven bij een auto-ongeluk in de Alma-tunnel in Parijs. (Zie Dood van Diana Frances Spencer)
  - 2023 - In een zakendistrict van de Zuid-Afrikaanse stad Johannesburg vallen zeker 73 doden bij een grote brand in een gebouw dat onder meer als opvangplek voor daklozen diende.[1]
- Economie
  - 2019 - Vandaag is bekendgemaakt dat warenhuisketen Hudson’s Bay in Nederland eind van dit jaar al haar filialen gaat sluiten. 1400 medewerkers moeten op zoek naar een nieuwe baan.
- Media
  - 1884 - In Gent verschijnt het eerste socialistische dagblad van België, de Vooruit.
  - 1940 - Eerste uitgave van het opinieblad Vrij Nederland in een oplage van 1000 exemplaren.
  - 1958 - Zeezender Skånes Radio Mercur begint met haar programma.
  - 1974 - De zeezenders Radio Veronica, Radio Noordzee Internationaal en Radio Atlantis stoppen noodgedwongen met uitzenden.[2]
  - 1974 - Het laatste nummer van het dagblad De Tijd verschijnt. Het blad wordt voortgezet als weekblad.
  - 2003 - Radio Veronica keert terug als onderdeel van Sky Radio Ltd..
  - 2005 - Noordzee 100.7 FM wordt omgedoopt in Q-music.
  - 2020 - Eerste aflevering van De vooravond, opvolger op het tijdstip en zender van De Wereld Draait Door.
- Oorlog
  - 1864 - Begin van de Slag bij Jonesborough in de Amerikaanse Burgeroorlog.
  - 1939 - Operatie Himmler gaat van start. Een Duits radiostation wordt door in Pools legeruniform geklede SS-officieren aangevallen om zo de inval van Nazi-Duitsland op Polen de dag erna te rechtvaardigen.
  - 1945 - Nationale viering van de Bevrijding, tegelijk met Koninginnedag.
  - 1990 - Javier Pérez de Cuéllar, de secretaris-generaal van de VN, en Tariq Aziz, de Iraakse minister van Buitenlandse Zaken, starten in Amman gesprekken over de Golfoorlog.
  - 1993 - Vijftien mensen, onder wie enkele Portugezen, vinden de dood bij aanvallen door het rebellenleger van UNITA-leider Jonas Savimbi op de Angolese stad Cuito.
  - 1996 - Einde van de Eerste Tsjetsjeense Oorlog.
- Politiek
  - 1302 - De Vrede van Caltabellotta wordt getekend.
  - 1907 - De Brits-Russische Conventie vindt plaats, over problemen met Perzië, Afghanistan en Tibet.
  - 1957 - De Federatie van Malakka wordt een onafhankelijk land.
  - 1962 - Trinidad en Tobago wordt onafhankelijk.
  - 1963 - De Hot Line tussen het Kremlin en het Witte Huis wordt in gebruik genomen.
  - 1970 - Een groep Zuid-Molukkers bestormt de Indonesische ambassade in Wassenaar.
  - 1974 - President Hugo Banzer van Bolivia trekt zijn ontslagaanvraag in op verzoek van de strijdkrachten.
  - 1990 - In Berlijn ondertekenen de twee Duitslanden het Eenwordingsverdrag, waardoor beide staten op 3 oktober weer één staat zullen worden.
  - 1991 - Kirgizië roept de onafhankelijkheid uit.
  - 1993 - De voormalige Albanese premier Vilson Ahmeti, leider van een overgangsregering die in 1991 en 1992 vier maanden aan de macht is geweest, wordt veroordeeld tot twee jaar cel wegens verspilling van buitenlandse hulpgelden ter waarde van 1,6 miljoen dollar.
  - 2016 - Dilma Rousseff wordt door de Senaat afgezet als presidente van Brazilië.
- Sport
  - 1913 - Oprichting van de Philips Sport Vereniging (PSV). Voetbal is een van de 19 sporttakken van PSV.
  - 1932 - De Italiaan Alfredo Binda wordt als eerste wielrenner voor de derde keer wereldkampioen op de weg.
  - 1972 - Mark Spitz verbetert bij de Olympische Spelen in München zijn eigen wereldrecord op de 100 meter vlinderslag tot 54,27.
  - 1972 - Judoka Wim Ruska behaalt zijn eerste gouden medaille op de Olympische Spelen in München door in de finale de Rus Vitali Kuznetsov te verslaan.
  - 1975 - Hennie Kuiper wordt in Yvoir wereldkampioen wielrennen.
  - 1977 - Het Nederlands voetbalelftal verslaat IJsland met 4-1 in de kwalificatiereeks voor het WK voetbal 1978. Ruud Geels scoort tweemaal in Nijmegen. Doelman Jan van Beveren speelt zijn 32e en laatste interland voor Oranje.
  - 1997 - Het Zambiaans voetbalelftal wint de eerste editie van de COSAFA Cup.
  - 2010 - Mounir El Hamdaoui maakt de 50.000ste eredivisietreffer ooit.
  - 2014 - Bij wedstrijden in Berlijn scherpt de Poolse atlete Anita Włodarczyk het ruim drie jaar oude wereldrecord kogelslingeren (79,42 meter) van haar Duitse collega Betty Heidler aan tot 79,58 meter.
  - 2019 - Autocoureur Anthoine Hubert raakt betrokken bij een zwaar ongeval met Juan Manuel Correa en Giuliano Alesi in de tweede ronde van de Formule 2-hoofdrace op Spa-Francorchamps. Anderhalf uur na het ongeval overlijdt Hubert aan zijn verwondingen.
  - 2023 - De Europese voetbalbond UEFA verkiest de Nederlandse Sarina Wiegman, die bondscoach is van Engeland, tot beste vrouwelijke coach van het jaar. Bij de mannelijke coaches valt deze eer ten deel aan de Spanjaard Pep Guardiola, die trainer is van Manchester City FC. De prijs voor beste speelster is voor de Spaanse Aitana Bonmatí en de Noorse spits Erling Haaland is volgens de UEFA de beste speler.[3]
  - 2023 - Bij een Diamond League-wedstrijd in het Zwitserse Zürich winnen de Nederlandse estafetteloopsters Tasa Jiya, Jamile Samuel, Lisanne de Witte en Eveline Saalberg een gouden medaille op de 4x100 meter. De Zwitserse dames behalen de tweede plaats en het Australische team wordt derde.[4]
- Wetenschap en technologie
  - 1847 - Oprichting van het Koninklijk Instituut Van Ingenieurs (KIvI), nu KIVI NIRIA.
  - 1965 - Het Super Guppy vrachtvliegtuig van NASA, dat is gemaakt door Aero Spacelines, maakt de eerste (test)vlucht.[5]
  - 2022 - Lancering van een Falcon 9 raket van SpaceX vanaf Vandenberg Space Force Base SLC-4E voor de Starlink group 3-4 missie met 46 Starlink satellieten.[6]
  - 2023 - Lancering met een Lange Mars 2D raket van China Aerospace Science Corporation (CASC) vanaf lanceerbasis Xichang LC-3 van de Yaogan 39 Group 01 missie met drie Chinese spionagesatellieten.[7]

## Geboren

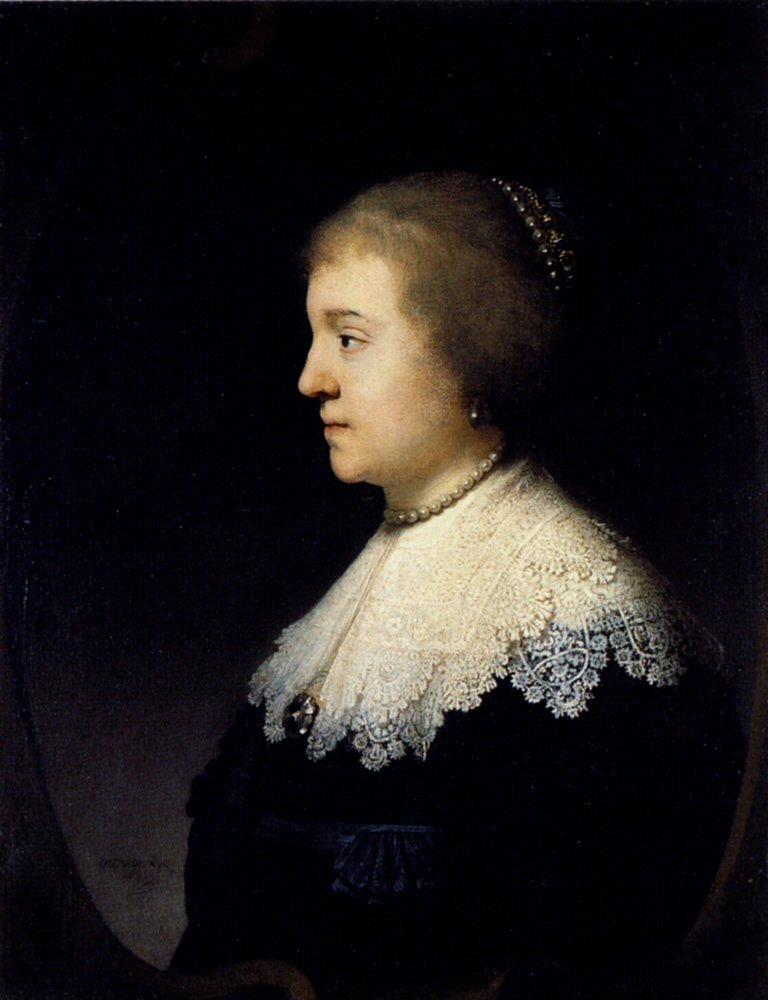
Amalia van Solms
geboren in 1602

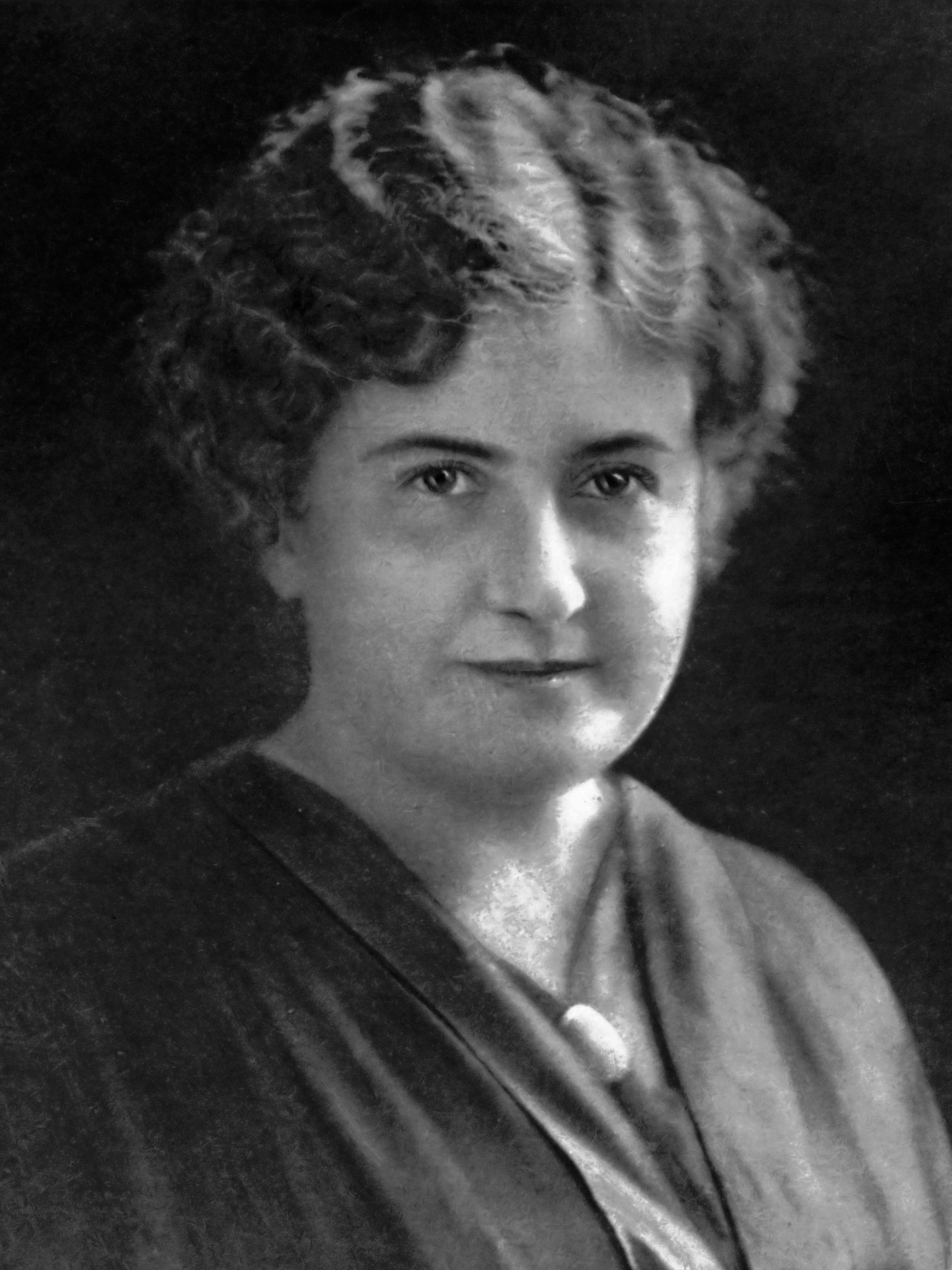
Maria Montessori
geboren in 1870

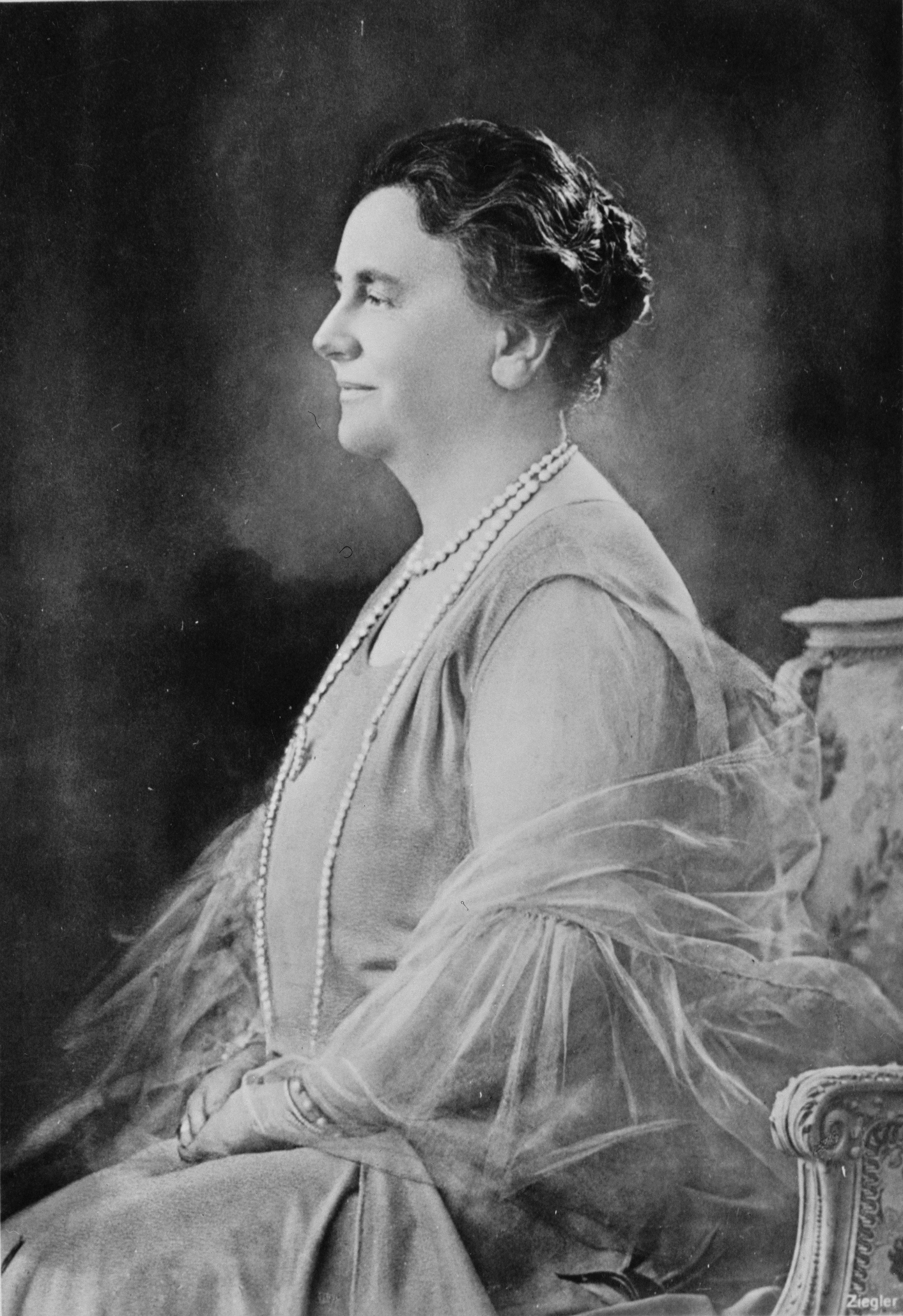
Koningin Wilhelmina
geboren in 1880

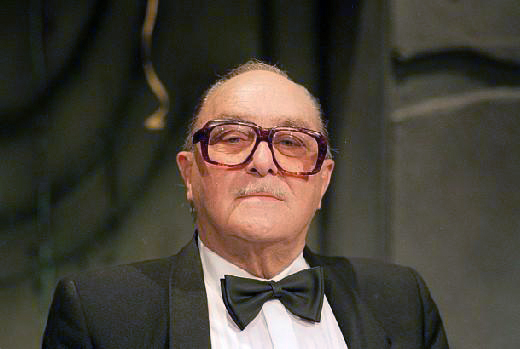
Dolf Brouwers
geboren in 1912

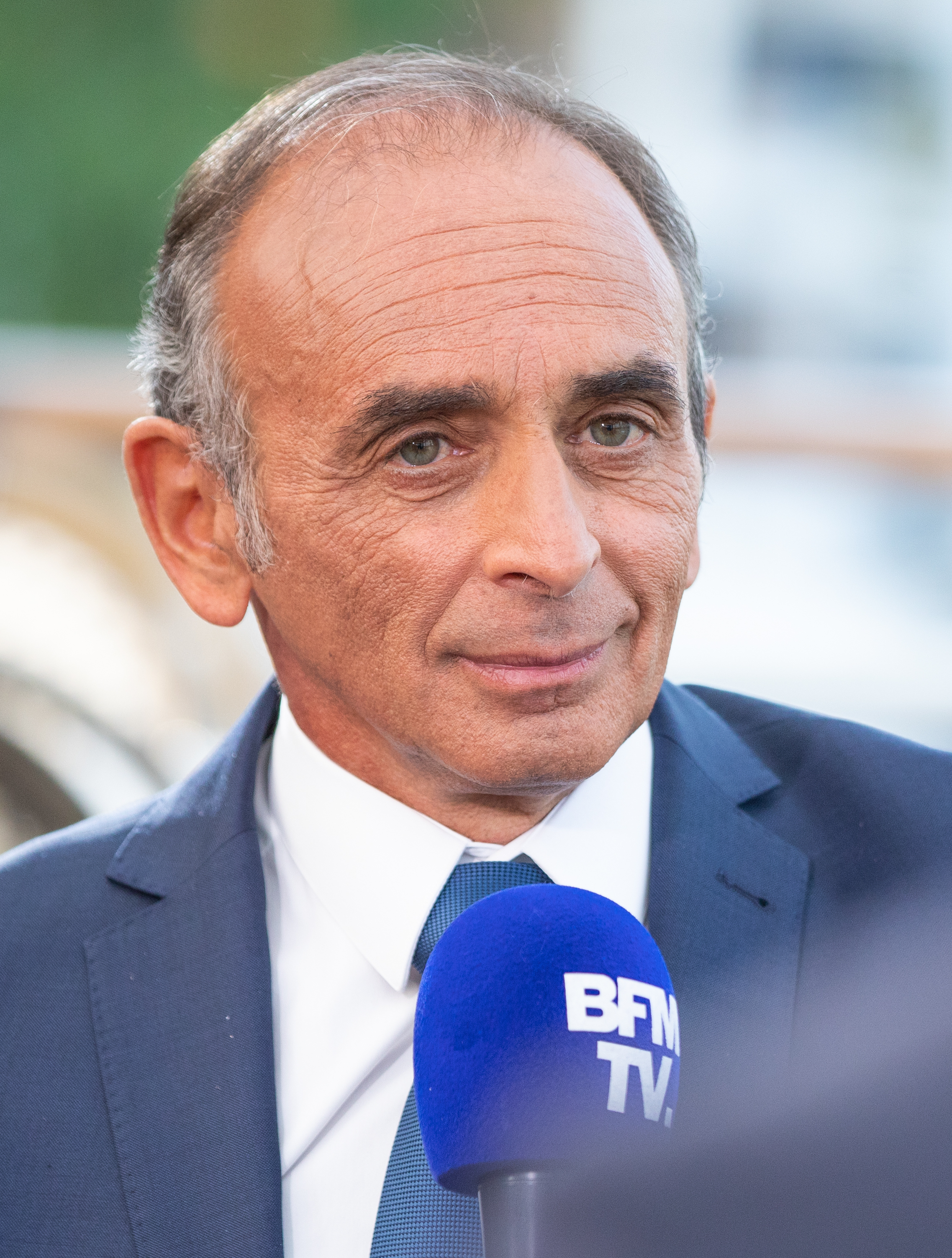
Éric Zemmour
geboren in 1958

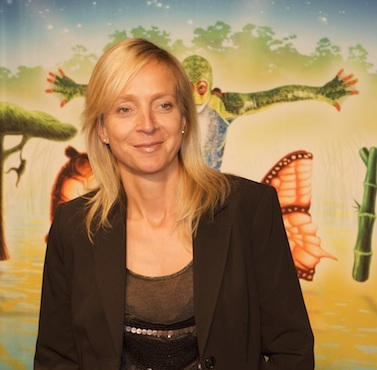
Floortje Dessing
geboren in 1970

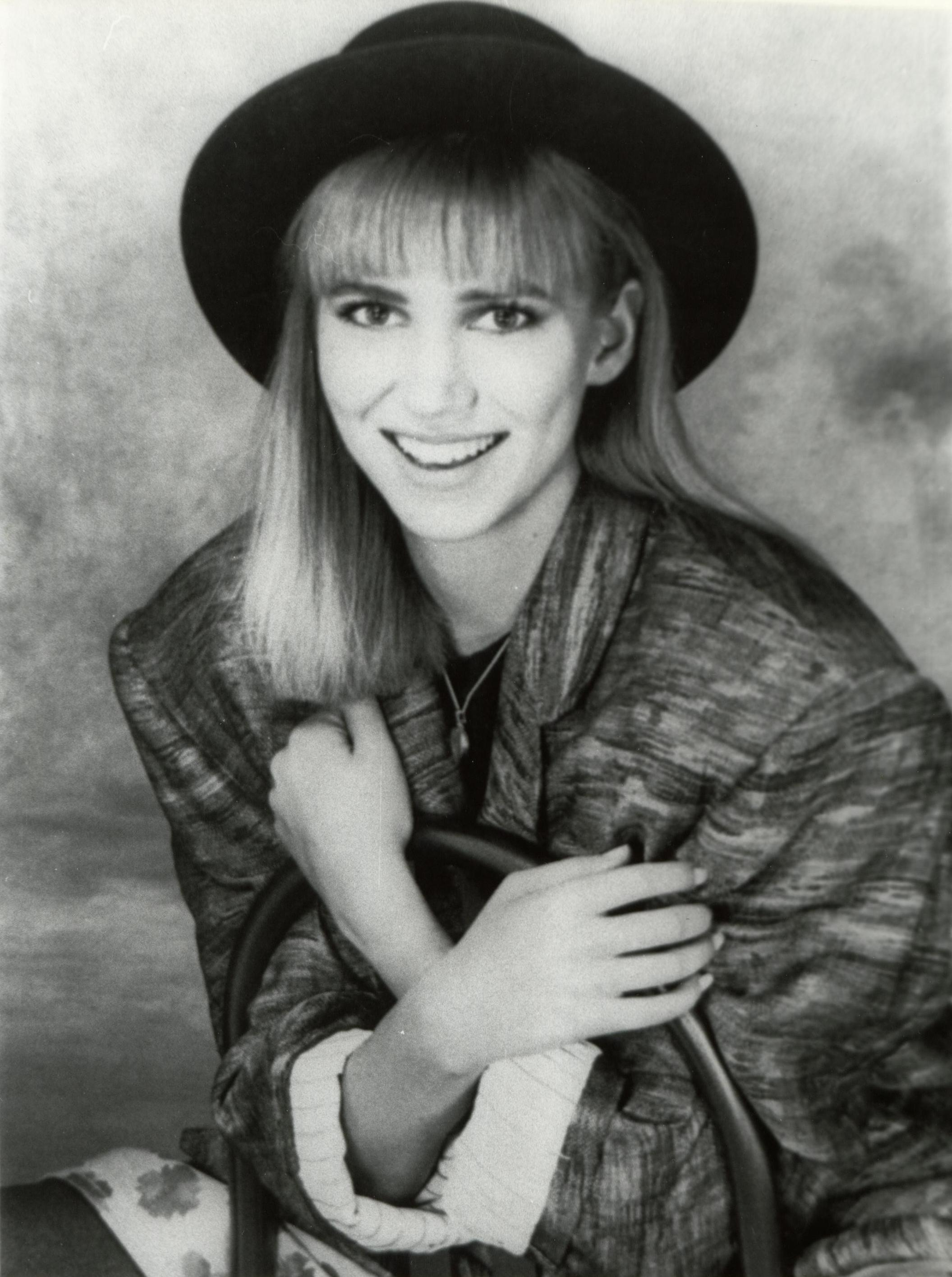
Debbie Gibson
geboren in 1970

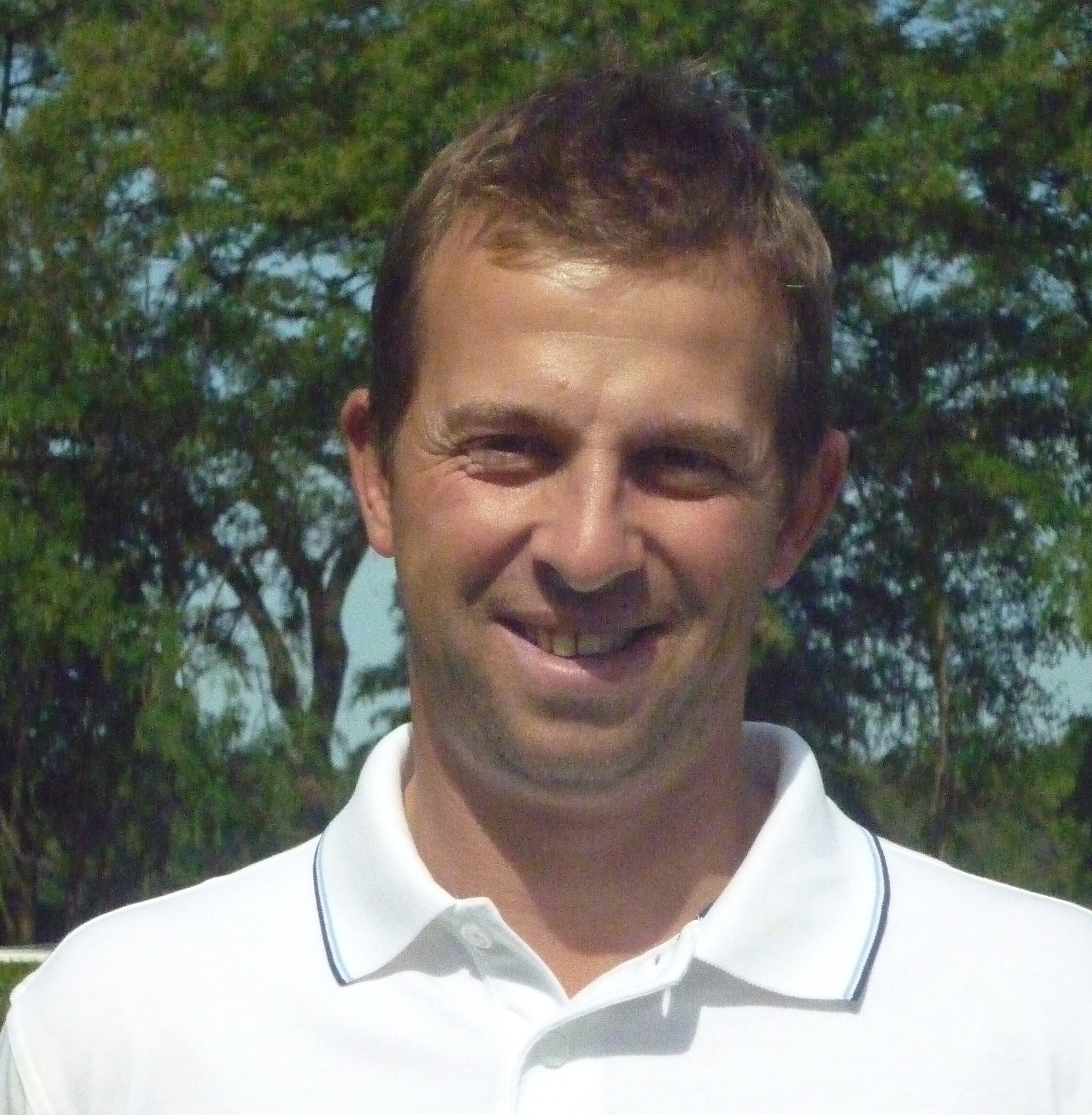
Sam Little
geboren in 1975

- 12 - Caligula, keizer van Rome (overleden 41)
- 161 - Commodus, keizer van Rome (overleden 192)
- 1398 - Jan van Touraine, Frans dauphin (overleden 1417)
- 1433 - Sigismondo d'Este, gouverneur van Reggio Emilia (overleden 1507)
- 1569 - Nuruddin Salim Jahangir, Mongools keizer (overleden 1627)
- 1602 - Amalia van Solms, gravin van Braunfels; echtgenote van prins Frederik Hendrik (overleden 1675)
- 1663 - Guillaume Amontons, Frans instrumentenuitvinder en natuurkundige (overleden 1705)
- 1695 - Maximiliaan Emanuel van Horn, graaf van Horn (overleden 1763)
- 1702 - Govert Klinkhamer, Nederlands schrijver (overleden 1774)
- 1749 - Aleksandr Radisjtsjev, Russisch schrijver en filosoof (overleden 1802)
- 1775 - Anna Maria Moens, Nederlands dichter (overleden 1832)
- 1778 - Cornelis Johannes Kneppelhout, Nederlands schrijver en rechtsgeleerde (overleden 1818)
- 1779 - Anton van Oostenrijk, aartshertog van Oostenrijk en grootmeester van de Duitse Orde van 1801 tot 1803 de laatste keurvorst-aartsbisschop van Keulen en prins-bisschop van Münster (overleden 1835)
- 1786 - Eugène Chevreul, Frans scheikundige (overleden 1889)
- 1793 - Konrad Melchior Hirzel, Zwitsers politicus (overleden 1843)
- 1799 - Ferdinand Lousbergs, Belgisch ondernemer (overleden 1859)
- 1802 - Pieter van Borselen, Nederlands kunstschilder, tekenaar en lithograaf (overleden 1873)
- 1802 - Husein Gradaščević, Bosnisch militair (overleden 1834)
- 1809 - Oswald Heer, Zwitsers botanicus, paleontoloog en entomoloog (overleden 1883)
- 1811 - Théophile Gautier, Frans schrijver (overleden 1872)
- 1821 - Václav Hugo Sawerthal, Tsjechisch componist, dirigent en klarinettist (overleden 1899)
- 1821 - Hermann von Helmholtz, Duits natuurkundige (overleden 1894)
- 1823 - Joseph Ducaju, Belgisch beeldhouwer (overleden 1891)
- 1831 - Silvino Elvídio Carneiro da Cunha, Braziliaans politicus (overleden 1892)
- 1832 - Hermann zu Hohenlohe-Langenburg, rijksstadhouder van Elzas-Lotharingen (overleden 1913)
- 1837 - Édouard Jean-Marie Stephan, Frans astronoom (overleden 1923)
- 1840 - Wilhelm Dittenberger, Duits classicus (overleden 1906)
- 1841 - Adolf Duclos, Belgisch priester, historicus en schrijver (overleden 1925)
- 1842 - Adolf Pinner, Duits scheikundige (overleden 1909)
- 1842 - Mary Putnam Jacobi, Amerikaans medicus (overleden 1906)
- 1843 - Georg von Hertling, Duits filosoof en politicus (overleden 1919)
- 1847 - Arthur Verhaegen, Belgisch architect en politicus (overleden 1917)
- 1852 - Joris Helleputte, Belgisch politicus (overleden 1925)
- 1852 - John Neville Keynes, Brits econoom en filosoof (overleden 1949)
- 1863 - Henry Delvaux de Fenffe, Belgisch politicus (overleden 1947)
- 1863 - Sergej Prokoedin-Gorski, Russisch fotograaf (overleden 1944)
- 1863 - Isabella Marie Elizabeth van Beieren, Beiers prinses (overleden 1924)
- 1864 - Achiel Lauwers, Belgisch priester en vakbondsbestuurder (overleden 1910)
- 1866 - Georg Jensen, Deens zilversmid (overleden 1935)
- 1870 - Carrie Ingalls, zuster van de Amerikaanse schrijfster Laura Ingalls Wilder (overleden 1946)
- 1870 - Maria Montessori, Italiaans arts en pedagoge (overleden 1952)
- 1871 - Ernst II van Saksen-Altenburg, hertog van Saksen-Altenburg (overleden 1955)
- 1874 - Edward Thorndike, Amerikaans psycholoog (overleden 1949)
- 1878 - Francis Jarvis, Amerikaans atleet (overleden 1933)
- 1878 - Kaburaki Kiyokata, Japans kunstschilder (overleden 1972)
- 1879 - Alma Mahler-Werfel, Amerikaans-Oostenrijks componist en kunstschilder (overleden 1964)
- 1880 - Wilhelmina, koningin der Nederlanden (overleden 1962)
- 1882 - Harry Porter, Amerikaans atleet (overleden 1965)
- 1882 - George van Tets van Goudriaan, Nederlands ambtenaar (overleden 1948)
- 1884 - Arthur Coninx, Belgisch toneelschrijver (overleden 1942)
- 1884 - George Sarton, Belgisch-Amerikaans hoogleraar (overleden 1956)
- 1889 - Marcel Pilet-Golaz, Zwitsers politicus (overleden 1958)
- 1897 - Fredric March, Amerikaans acteur (overleden 1975)
- 1898 - Dušan Matić, Servisch kunstenaar (overleden 1980)
- 1898 - Lucio Moreno Quintana, Argentijns diplomaat en rechter (overleden 1979)
- 1900 - Jan Loth, Pools voetballer en atleet (overleden 1933)
- 1900 - Alfredo Porzio, Argentijns bokser (overleden 1976)
- 1901 - Chris Tinkelenberg, Nederlands verzetsstrijder (overleden 1945)
- 1902 - Walter Landauer, Duits uitgever (overleden 1944)
- 1905 - Otto Cordes, Duits waterpoloër en zwemmer (overleden 1970)
- 1905 - Sal Tas, Nederlands journalist en politicus (overleden 1976)
- 1906 - Raymond Sommer, Frans autocoureur (overleden 1950)
- 1907 - Ramon Magsaysay, president van de Filipijnen (overleden 1957)
- 1907 - Altiero Spinelli, Italiaans politicus (overleden 1986)
- 1909 - Roy Sherman, Amerikaans autocoureur (overleden 1968)
- 1910 - Petar Trifunović, Kroatisch schaker (overleden 1980)
- 1910 - Raoul Ubac, Belgisch kunstschilder, fotograaf en beeldhouwer (overleden 1985)
- 1911 - Ebeltje Boekema-Hut, Nederlands oudste inwoner (overleden 2022)
- 1911 - Edward Brongersma, Nederlands politicus en rechtsgeleerde (overleden 1998)
- 1912 - Dolf Brouwers, Nederlands zanger en komiek (overleden 1997)
- 1913 - Jacques Foccart, Frans koloniaal en vrijmetselaar (overleden 1997)
- 1913 - Helen Levitt, Amerikaans fotografe (overleden 2009)
- 1914 - Herman Lodewijk Breen, Nederlands burgemeester (overleden 1994)
- 1916 - Everett Lee, Amerikaans dirigent (overleden 2022)
- 1916 - Daniel Schorr, Amerikaans journalist (overleden 2010)
- 1917 - Ramon Aquino, Filipijns rechter (overleden 1993)
- 1918 - Bill Homeier, Amerikaans autocoureur (overleden 2001)
- 1918 - Lucrecia Kasilag, Filipijns componist, muziekpedagoog en dirigent (overleden 2008)
- 1919 - Liss Eriksson, Zweeds beeldhouwer (overleden 2000)
- 1919 - Raymond Westerling, Nederlands militair (overleden 1987)
- 1920 - Valère Eeman Belgisch politicus (overleden 2000)
- 1921 - Jan Bockma, Nederlands Engelandvaarder, verzetsman, geheim agent en vulcaniseur (overleden 1944)
- 1923 - Arthur Heldenberg, Belgisch componist, muziekpedagoog, dirigent, trompettist en bugelist (overleden 2006)
- 1923 - Jiří Hudec sr., Tsjechisch componist, dirigent en organist (overleden 1996)
- 1923 - Henk over de Linden, Nederlands burgemeester (overleden 2023)
- 1924 - Nicole Saeys, Belgisch atlete (overleden 2021)
- 1924 - George Sewell, Engels acteur (overleden 2007)
- 1924 - Jeanne Dientje Woerdeman-Evenhuis, Nederlands verzetsstrijdster (overleden 1994)
- 1926 - Jan de Koning, Nederlands politicus (overleden 1994)
- 1926 - Harry Notenboom, Nederlands politicus en hoogleraar (overleden 2023)
- 1926 - Hans Rytterkvist, Zweeds componist (overleden 1998)
- 1928 - James Coburn, Amerikaans acteur (overleden 2002)
- 1928 - Jaime Sin, Filipijns kardinaal en aartsbisschop van Manilla (overleden 2005)
- 1929 - Leo Kornbrust, Duits beeldhouwer (overleden 2021)
- 1929 - Julio Ramón Ribeyro, Peruviaans schrijver en journalist (overleden 1994)
- 1931 - Noble Willingham, Amerikaans acteur (overleden 2004)
- 1932 - Willy Hautvast, Nederlands componist en klarinettist (overleden 2020)
- 1932 - Herman Uhlhorn, Nederlands pianist (overleden 1996)
- 1932 - Gerrit Wormmeester, Nederlands hoogleraar (overleden 2011)
- 1933 - Aleksandar Lilov, Bulgaars politicus (overleden 2013)
- 1935 - Leen Pfrommer, Nederlands schaatscoach (overleden 2023)
- 1935 - Theo Schoofs, Belgisch politicus (overleden 2023)
- 1936 - Rik Clerckx, Belgisch atleet (overleden 1985)
- 1936 - Otelo Saraiva de Carvalho, Portugees militair officier en revolutionair (overleden 2021)
- 1937 - Guido de Moor, Nederlands acteur en toneelregisseur (overleden 1989)
- 1938 - Wieland Kuijken, Belgisch cellist
- 1939 - Jerry Allison, Amerikaans drummer (overleden 2022)
- 1939 - Constance Demby, Amerikaans multi-instrumentalist, componist, beeldhouwer, kunstschilder en zangeres (overleden 2021)
- 1939 - Cleveland Eaton, Amerikaans jazzmusicus en -componist (overleden 2020)
- 1940 - Alain Calmat, Frans kunstschaatser
- 1940 - Larry Hankin, Amerikaans acteur
- 1941 - Walter Bandeira, Braziliaans zanger en acteur (overleden 2009)
- 1941 - Giacinto Berloco, Italiaans aartsbisschop
- 1941 - Wolfgang Hilbig, Duits schrijver en dichter (overleden 2007)
- 1941 - Eddie Rudolph, Amerikaans langebaanschaatser (overleden 2009)
- 1941 - Henk Terlingen, Nederlands presentator (overleden 1994)
- 1941 - Adri Vogels, Nederlands voetballer (overleden 2022)
- 1942 - Isao Aoki, Japans golfer
- 1942 - Alessandro Pesenti-Rossi, Italiaans autocoureur
- 1942 - Raymond Ranjeva, Malagassisch rechtsgeleerde, hoogleraar, bestuurder en rechter
- 1942 - Errol Schlabach, Amerikaans componist, muziekpedagoog, klarinettist en saxofonist
- 1942 - Pedro Solbes, Spaans politicus (overleden 2023)
- 1942 - William Tannen, Amerikaans filmregisseur en filmproducent
- 1944 - Roger Dean, Brits kunstenaar
- 1945 - Henk Houwaart, Nederlands voetbaltrainer
- 1945 - Van Morrison, Noord-Iers zanger
- 1945 - Itzhak Perlman, Israëlisch violist
- 1946 - Ton Baas, Nederlands politicus
- 1947 - Mireille Bekooij, Nederlands televisiepresentatrice
- 1947 - Luca di Montezemolo, Italiaans ondernemer
- 1947 - Steve Perry, Amerikaans schrijver
- 1947 - Somchai Wongsawat, Thais rechter, ambtenaar en politicus
- 1948 - Harald Ertl, Oostenrijks autocoureur (overleden 1982)
- 1948 - Holger Osieck, Duits voetbaltrainer
- 1949 - Richard Gere, Amerikaans acteur
- 1949 - David Politzer, Amerikaans natuurkundige
- 1950 - Ewald Spieker, Nederlands beeldhouwer en letterontwerper
- 1950 - Kees Tabak, Nederlands (pop)fotograaf
- 1951 - Dror Feiler, Zweeds-Israëlisch kunstenaar
- 1952 - Kim Kashkashian, Armeens-Amerikaans altvioliste
- 1953 - Miguel Angel Guerra, Argentijns autocoureur
- 1953 - Albo Helm, Nederlands cartoonist, striptekenaar, illustrator en grafisch ontwerper
- 1954 - Alan Kennedy, Engelse voetballer
- 1954 - Caroline Cossey, Brits actrice
- 1954 - Raymond Jaspers, Belgisch voetballer
- 1954 - Robert Kotsjarian, president van Armenië
- 1955 - Olek Krupa, Pools acteur
- 1955 - Edwin Moses, Amerikaans atleet
- 1955 - Ronny Weemaes, Belgisch schaker (overleden 2018)
- 1955 - Ben Wijnstekers, Nederlands voetballer
- 1956 - Koffi Olomide, musicus uit Congo-Kinshasa
- 1956 - Masashi Tashiro, Japans televisieartiest
- 1956 - Adriënne Wurpel, Nederlands televisieregisseur
- 1957 - Dick Boer, Nederlands manager
- 1957 - Koen Vanhoutte, Belgisch theoloog en kanunnik
- 1958 - Ron Hayman, Canadees wielrenner
- 1958 - Florian Heyerick, Belgisch muzikant
- 1958 - Éric Zemmour, Frans journalist, schrijver en politicus
- 1959 - Martha Grossenbacher, Nederlands-Zwitsers atlete
- 1959 - Willem Jeths, Nederlands componist
- 1959 - David Maasbach, Nederlands (televisie)predikant en evangelist
- 1959 - Hsien-Sheng Lien, Taiwanees componist, muziekpedagoog en musicoloog
- 1960 - Steffen Britzke (Stevie B-Zet), Duits trancemuziekproducent en keyboardspeler (overleden 2023)
- 1960 - Hassan Nasrallah, Libanees politicus (overleden 2024)
- 1960 - Chris Whitley, Amerikaans muzikant (overleden 2005)
- 1962 - Dee Bradley Baker, Amerikaans stemacteur
- 1962 - Rick Hilgers, Nederlands profvoetballer
- 1963 - Todd Carty, Brits acteur en regisseur
- 1963 - Marc Dullaert, Nederlands ondernemer en Kinderombudsman
- 1963 - Sonny Silooy, Nederlands voetballer
- 1964 - Ramón Arellano Félix, Mexicaans crimineel (overleden 2002)
- 1965 - Stefano Battaglia, Italiaans pianist
- 1965 - Marc Corstjens, Belgisch atleet
- 1965 - Mark Röell, Nederlands politicus
- 1966 - Ljoeboslav Penev, Bulgaars voetballer
- 1967 - Sybille Schmidt, Duits roeister
- 1968 - Jennifer Azzi, Amerikaans basketbalster
- 1969 - Luis Cristaldo, Boliviaans voetballer
- 1969 - Andrew Cunanan, Amerikaans seriemoordenaar (overleden 1997)
- 1970 - Rania al-Abdullah, koningin van Jordanië
- 1970 - Floortje Dessing, Nederlands televisiepresentatrice
- 1970 - Debbie Gibson, Amerikaans zangeres
- 1970 - Arie van Lent, Nederlands voetballer
- 1970 - Iris Sommer, Nederlands psychiater, schrijver en hoogleraar psychiatrie
- 1970 - Zack Ward, Canadees acteur
- 1971 - Nobuatsu Aoki, Japans motorcoureur
- 1971 - Pádraig Harrington, Iers golfer
- 1971 - Junior Jack, Belgisch muziekproducent
- 1971 - Vivian Ruijters, Nederlands atlete
- 1972 - Christopher Tucker, Amerikaans acteur
- 1972 - Esther J. Ending, Nederlands schrijfster
- 1972 - Tom Hofman, Belgisch voetballer
- 1972 - Chris Tucker, Amerikaans acteur
- 1973 - Régis Genaux, Belgisch voetballer (overleden 2008)
- 1973 - Rogier Postma, Nederlands presentator
- 1973 - Cécile Vinke, Nederlands hockeyster
- 1974 - Teruyoshi Ito, Japans voetballer
- 1974 - Andrej Medvedev, Russisch tennisser
- 1974 - Sergio Volpi, Italiaans voetballer
- 1974 - Andrejus Zadneprovskis, Litouws moderne vijfkamper
- 1975 - Steve De Wolf, Belgisch wielrenner
- 1975 - Sam Little, Engels golfer
- 1975 - Sara Ramírez, Amerikaans-Mexicaans actrice
- 1975 - Peter Vermaas, Nederlands journalist en schrijver
- 1976 - Vincent Delerm, Frans zanger
- 1976 - Roque Júnior, Braziliaans voetballer
- 1977 - Jeff Hardy, Amerikaans professioneel worstelaar
- 1977 - Ian Harte, Iers voetballer
- 1978 - Clemens Arnold, Duits hockeyer
- 1978 - Philippe Christanval, Frans voetballer
- 1978 - Femke van der Laan, Nederlands journaliste, publiciste en programmamaakster
- 1978 - Aleksandar Ranković, Servisch voetballer
- 1979 - Chad Brannon, Amerikaans acteur
- 1979 - Mickie James, Amerikaans professioneel worstelaar
- 1979 - Ilse La Monaca, Belgisch actrice
- 1979 - Ivan Tsvetkov, Bulgaars voetballer
- 1980 - Jelmar Bos, Nederlands paralympisch atleet
- 1980 - Joe Budden, Amerikaans rapper
- 1980 - Marcus Lindberg, Zweeds voetballer
- 1981 - Örn Arnarson, IJslands zwemmer
- 1981 - Hilâl Yalçin, Belgisch politica
- 1982 - Stefanie Bouma, Nederlands atlete
- 1982 - Ian Crocker, Amerikaans zwemmer
- 1982 - Léon de Jong, Nederlands politicus
- 1982 - Michiel Elijzen, Nederlands wielrenner
- 1982 - Lien Huyghebaert, Belgisch atlete
- 1982 - José Manuel Reina, Spaans voetballer
- 1982 - Thomas Van Den Balck, Belgisch hockeyer
- 1982 - Tom Verelst, Belgisch voetballer
- 1982 - Stephen Wellman, Maltees voetballer
- 1983 - Milan Biševac, Servisch voetballer
- 1984 - Matti Breschel, Deens wielrenner
- 1984 - Molly Huddle, Amerikaans atlete
- 1984 - Ted Ligety, Amerikaans alpineskiër
- 1984 - David Morris, Australisch freestyleskiër
- 1984 - Charl Schwartzel, Zuid-Afrikaans golfer
- 1985 - Bart van den Berg, Nederlands schaatser
- 1985 - Geerten van de Wetering, Nederlands organist en dirigent
- 1986 - Feng Tian Wei, Chinees-Singaporees tafeltennisster
- 1986 - Manon Melis, Nederlands voetbalster
- 1986 - José Miguel Pérez, Spaans triatleet
- 1986 - Gaston Salasiwa, Nederlands voetballer
- 1986 - Melanie Schlanger, Australisch zwemster
- 1986 - Johnny Wactor, Amerikaans acteur (overleden 2024)
- 1987 - Eric Botteghin, Braziliaans voetballer
- 1988 - Ella Leyers, Belgisch actrice en dochter van muzikant en televisiemaker Jan Leyers
- 1988 - David Ospina, Colombiaans voetballer
- 1990 - Abera Kuma, Ethiopisch atleet
- 1991 - António Félix da Costa, Portugees autocoureur
- 1991 - Goga Kikatsjeisjvili, Georgisch voetbalscheidsrechter
- 1991 - Jason Rogers, atleet uit Saint Kitts en Nevis
- 1991 - Shi Tingmao, Chinees schoonspringster
- 1992 - Nicolás Tagliafico, Argentijns voetballer
- 1992 - Giliano Wijnaldum, Nederlands voetballer
- 1993 - Sydney Blomquist, Amerikaans voetbalster
- 1993 - Seppe Kil, Belgisch voetballer
- 1993 - Enrico Lacruz, Nederlands bokser
- 1995 - Giovanni Carboni, Italiaans wielrenner
- 1995 - Jelle van der Heyden, Nederlands voetballer
- 1995 - Henrik Nalbandjan, Armeens voetbalscheidsrechter
- 1996 - Fabio Jakobsen, Nederlands wielrenner
- 1996 - Katja Snoeijs, Nederlands voetbalster
- 1997 - Julian Hanses, Duits autocoureur
- 1997 - Gijs Smal, Nederlands voetballer
- 1999 - Sydney Schneider, Jamaicaans voetbalster
- 2001 - Silke Holkenborg, Nederlands zwemster
- 2001 - Ilona Masson, Belgisch atlete
- 2002 - Ramses Debruyne, Belgisch wielrenner
- 2002 - Anastasia Smirnova, Russisch freestyleskiester
- 2004 - Diána Németh, Hongaars voetbalster
- 2006 - Jip Kappetein, Nederlands voetbalster
- 2008 - Nienke Mulder, Nederlands voetbalster
- 2017 - Gabriel van Zweden, Zweeds prins

## Overleden

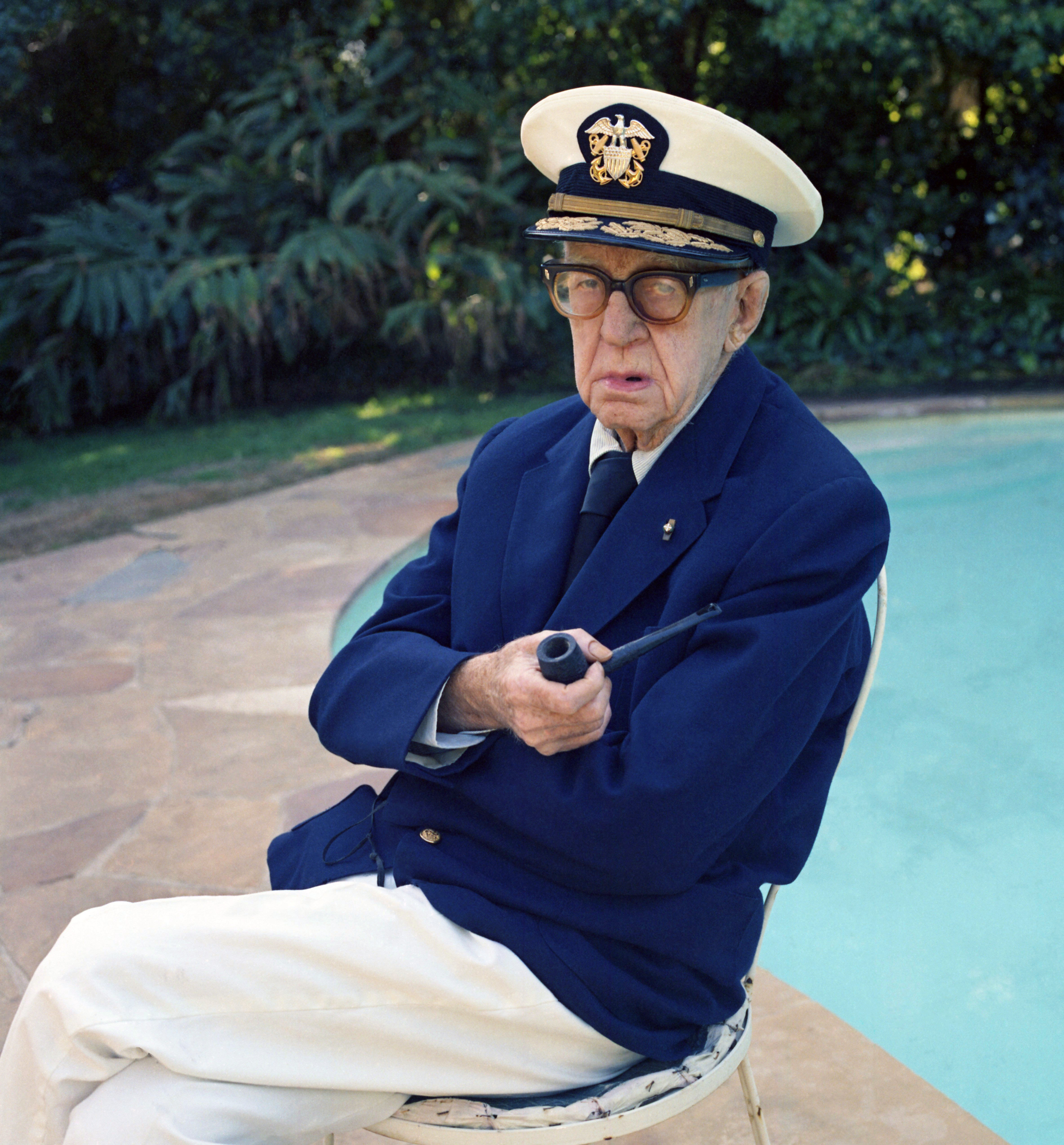
John Ford
overleden in 1973

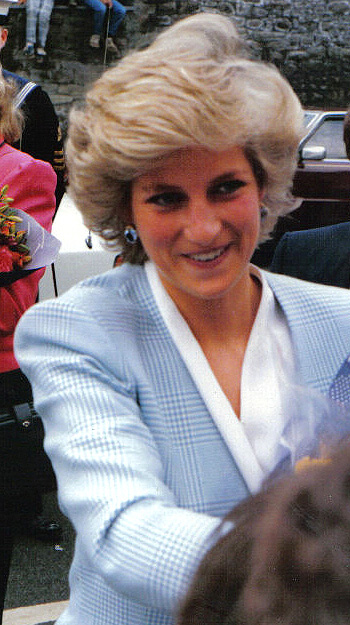
Diana Spencer
overleden in 1997

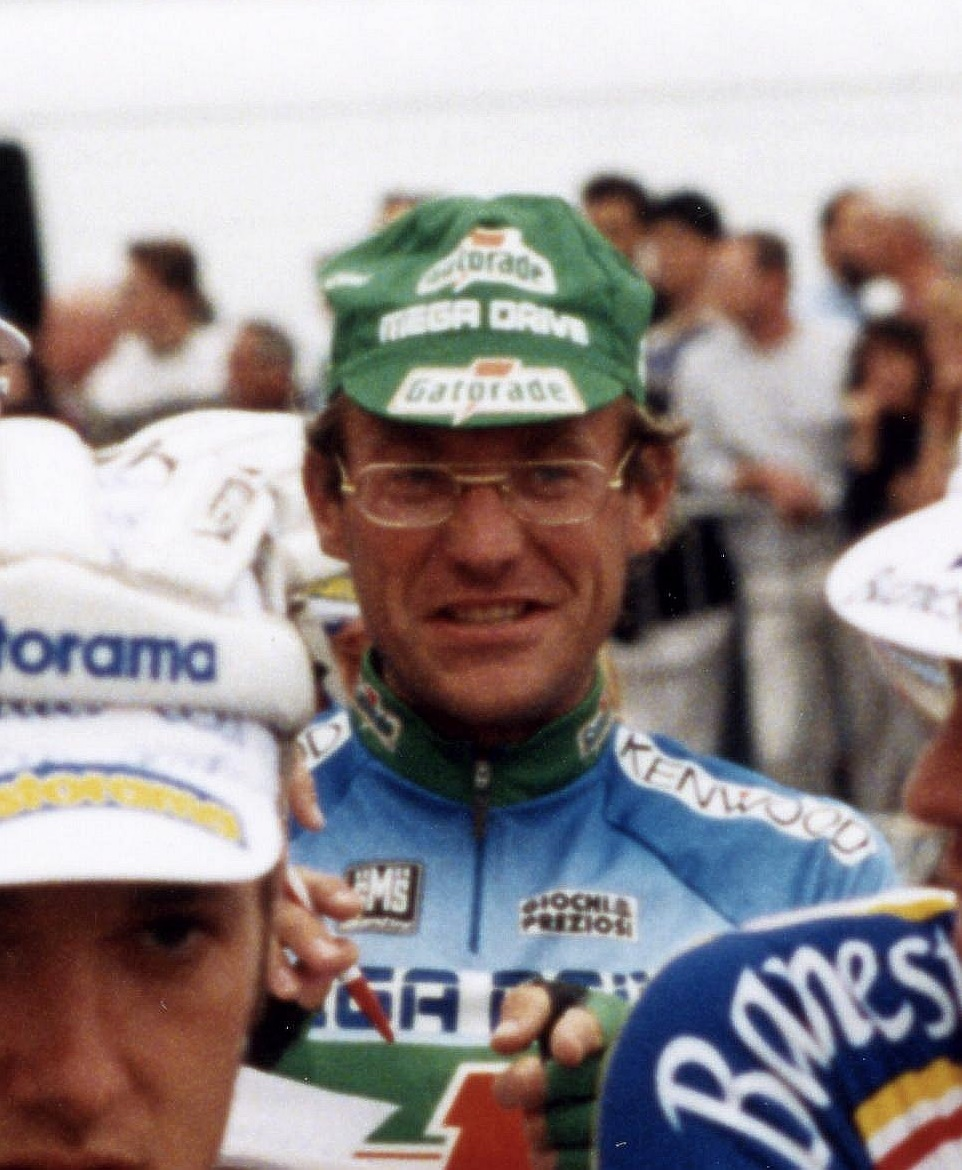
Laurent Fignon
overleden in 2010

- 683 - Pacal de Grote (78), heerser van Palenque
- 836 - Wala van Corbie (81), adviseur van zijn neef koning/keizer Karel de Grote, diens zoon Lodewijk de Vrome en diens zoon Lotharius I
- 1158 - Sancho III (24), koning van Castilië
- 1234 - Go-Horikawa (22), keizer van Japan
- 1247 - Koenraad van Mazovië (59), groothertog van Polen
- 1324 - Hendrik II van Cyprus (53), koning van Cyprus en Jeruzalem
- 1422 - Hendrik V van Engeland (35), koning van Engeland
- 1600 - Karel Utenhove (64), Nederlands humanistisch geleerde
- 1655 - Olaus Wormius (67), Deens bioloog, arts en taalkundige
- 1688 - John Bunyan (59), Engels prediker
- 1724 - Lodewijk I van Spanje (17), koning van Spanje
- 1762 - Go-Horikawa (21), keizer van Japan
- 1795 - François Philidor (68), Frans schaker
- 1800 - John Blair (68), Amerikaans politicus
- 1807 - Christoph Friedrich Bretzner (58), Duits schrijver
- 1810 - Melchior Ludolf Herold (56), Duits priester en dichter
- 1814 - Arthur Phillip (75), Brits militair en stichter van Sydney
- 1864 - Ferdinand Lassalle (39), Duits socialist
- 1867 - Charles Baudelaire (46), Frans schrijver en dichter
- 1873 - Charles Ferdinand Pahud (70), Nederlands politicus
- 1884 - Théophile Bureau (57), Belgisch hoogleraar
- 1888 - Stephen Hendrik de la Sablonière (62), Nederlands politicus
- 1888 - Mary Ann Nichols (42), eerste canonieke slachtoffer van Jack the Ripper
- 1889 - Willem Anne Assueer Jacob Schimmelpenninck van der Oye (54), Nederlands politicus
- 1896 - Peter Marius Tutein Nolthenius (84), Nederlands politicus
- 1902 - Mathilde Wesendonck (73), Duits schrijfster
- 1903 - Johannes Hendricus Donner (78), Nederlands politicus
- 1915 - Greene Vardiman Black (79), Amerikaans medicus
- 1918 - Joe English (36), Belgisch kunstschilder
- 1920 - Willem Diederik van Drunen Littel (54), resident in Nederlands-Indië
- 1920 - Louis Ducos du Hauron (82), Frans uitvinder en fotograaf
- 1920 - Wilhelm Wundt (88), Duits psycholoog, psychiater, fysioloog en filosoof
- 1921 - Clément Cartuyvels (79), Belgisch rechter en politicus
- 1924 - Horloogyin Dandzan (39/40), Mongools politicus, opperbevelhebber en minister
- 1927 - Andranik Ozanian (62), Armeens politicus
- 1930 - Eduard Meyer (75), Duits historicus
- 1931 - Sergej Borisov (64), Russisch fotograaf
- 1933 - Henri Borel (63), Nederlands schrijver
- 1934 - Jan Schaper (66), Nederlands politicus
- 1935 - Jan De Vroey (63), Belgisch architect
- 1937 - Albert Heim (88), Zwitsers geoloog
- 1938 - Otto Trobäck (65), Zweeds componist, dirigent en muziekpedagoog
- 1941 - Marina Tsvetajeva (49), Russisch schrijfster en dichteres
- 1945 - Stefan Banach (53), Pools-Oekraïens wiskundige
- 1946 - Harley Granville-Barker (68), Engels acteur, toneelschrijver, regisseur, producent en recensent
- 1948 - Andrej Zjdanov (52), Sovjet-Russisch politicus
- 1949 - André-Louis Debierne (75), Frans scheikundige
- 1952 - Jim Rigsby (29), Amerikaans autocoureur
- 1953 - Alphonsus Maria Antonius Aloysius Steger (79), Nederlands politicus
- 1959 - Hugo Rudolph Kruyt (77), Nederlands scheikundige
- 1962 - Frank Salisbury (87), Engels kunstschilder en glaskunstenaar
- 1963 - Georges Braque (81), Frans kunstschilder
- 1963 - W.G. van de Hulst sr. (83), Nederlands schrijver
- 1965 - Edward Elmer Smith (75), Amerikaans schrijver
- 1965 - Mary Josephine Benson (78), Canadese dichter en journalist
- 1966 - Dolph van der Scheer (57), Nederlands schaatser
- 1967 - Tamara Bunke (29), Argentijns activiste
- 1967 - Ilja Ehrenburg (76), Russisch schrijver
- 1968 - Lucien Maubeuge (90), Belgisch Franstalig dichter en toneelschrijver
- 1969 - Rocky Marciano (45), Amerikaans bokser
- 1970 - Hans Feriz (75), Oostenrijks medicus
- 1973 - John Ford (79), Amerikaans filmregisseur
- 1973 - Ernst von Bönninghausen (73), Nederlands politicus
- 1976 - Kornelis Heiko Miskotte (79), Nederlands theoloog
- 1977 - Sid Atkinson (76), Zuid-Afrikaans atleet
- 1978 - Wes Beekhuizen (75), Nederlands schrijver
- 1978 - Ángel Bossio (73), Argentijns voetballer
- 1978 - Joos Florquin (62), Belgisch taalkundige, hoogleraar en televisiefiguur
- 1984 - Moshe Czerniak (74), Pools-Palestijns-Israëlisch schaker, schrijver, journalist en schaakcoach
- 1984 - Adolf De Buck (63), Belgisch voetballer
- 1984 - Carlo Zecchi (81), Italiaans pianist, dirigent en muziekleraar
- 1985 - Frank Macfarlane Burnet (85), Australisch bioloog en viroloog
- 1986 - Urho Kekkonen (85), Fins politicus
- 1986 - Henry Moore (88), Brits beeldhouwer
- 1988 - Lin Jaldati (75), Nederlands zanger
- 1992 - Wolfgang Güllich (31), Duits sportklimmer
- 1993 - Gerben Wagenaar (80), Nederlands communist
- 1995 - Zdeněk Jonák (78), Tsjechisch componist en musicoloog
- 1996 - Arnold Tilanus (85), Nederlands politicus
- 1997 - Dodi Fayed (42), Egyptisch ondernemer en vriend van prinses Diana
- 1997 - Diana Spencer (Lady Di; 36), lid van het Britse koningshuis
- 2002 - Lionel Hampton (94), Amerikaans jazzvibrafonist
- 2002 - George Porter (81), Brits scheikundige
- 2003 - Pasquale Buonocore (87), Italiaans zwemmer en waterpoloër
- 2003 - Jaap Geraedts (79), Nederlands componist en fluitist
- 2005 - Eladia Blázquez (74), Argentijns musicus
- 2005 - Józef Rotblat (96), Brits natuurkundige en Nobelprijswinnaar
- 2005 - Kuno van Dijk (81), Nederlands hoogleraar
- 2006 - Mohamed Abdelwahab (23), Egyptisch voetballer
- 2006 - Mike Magill (86), Amerikaans autocoureur
- 2007 - Charles Aerts (94), Nederlands impresario, theaterproducent en (opera)zanger
- 2007 - Jan Cijs (84), Nederlands atleet
- 2007 - Kees Klop (59), Nederlands socioloog, omroepvoorzitter en columnist
- 2008 - Jean-Marie Berckmans (54), Belgisch schrijver
- 2008 - Magomed Jevlojev (37), Russisch journalist en ondernemer
- 2008 - Bert Kiewiet (90), Nederlands beeldhouwer
- 2009 - Barry Flanagan (68), Brits beeldhouwer
- 2009 - Eraño Manalo (84), Filipijns kerkleider
- 2010 - Laurent Fignon (50), Frans wielrenner
- 2011 - Jan Lammers (84), Nederlands atleet
- 2011 - Rosel Zech (71), Duits actrice
- 2012 - Carlo Maria Martini (85), Italiaans kardinaal
- 2012 - Sergej Sokolov (101), Oekraïens-Russisch militair en politicus
- 2013 - David Frost (74), Brits journalist
- 2014 - Jimi Jamison (63), Amerikaans singer-songwriter
- 2014 - Jonathan Williams (71), Brits autocoureur
- 2015 - Ger Verrips (86), Nederlands schrijver
- 2016 - Jacques Leduc (84), Belgisch componist en muziekpedagoog
- 2017 - Richard Anderson (91), Amerikaans acteur
- 2017 - Peter Elverding (68), Nederlands bestuurder
- 2017 - Novella Nelson (78), Amerikaans actrice en zangeres
- 2018 - Susan Brown (86), Amerikaans actrice
- 2018 - David Yallop (81), Brits schrijver en onderzoeksjournalist
- 2019 - Anthoine Hubert (22), Frans autocoureur
- 2019 - Wim Statius Muller (89), Curaçaos componist
- 2019 - Immanuel Wallerstein (88), Amerikaans socioloog en andersglobalist
- 2020 - Nina Botsjarova (95),  Oekraïens turnster
- 2020 - Piet Bultiauw (92), Belgisch atleet
- 2020 - Fritz d'Orey (82), Braziliaans autocoureur
- 2020 - Pranab Mukherjee (84), Indiaas politicus
- 2021 - Piet van Breemen (94), Nederlands pater, jezuïet en auteur
- 2021 - Michael Constantine (94), Amerikaans acteur
- 2021 - Robbie Dale (81), Brits radio-diskjockey
- 2021 - Julie Ditty (42), Amerikaans tennisspeelster
- 2021 - Norbert Klein (65), Nederlands politicus
- 2021 - Francesco Morini (77), Italiaans voetballer
- 2022 - Mark Shreeve (65), Brits muziekproducent
- 2023 - Clairy Polak (67), Nederlands journaliste en presentatrice
- 2023 - Anatoli Sass (87), Russisch roeier
- 2024 - Souleymane Bamba (39), Ivoriaans voetballer en voetbaltrainer
- 2024 - Huub Kortekaas (89), Nederlands kunstenaar

## Viering/herdenking

Vlag Trinidad en Tobago

- Tot 1948 werd op 31 augustus Koninginnedag gevierd. Na de abdicatie van Koningin Wilhelmina werd deze viering verplaatst naar 30 april, de verjaardag van Koningin Juliana
- Nationale feestdag van Trinidad en Tobago
- Rooms-katholieke kalender:
  - Heilige Reimond Nonnat († 1240)
  - Heilige Aristide(s) (van Athene) († 2e eeuw)
  - Heilige Paulinus van Trier († 358)
  - Heilige Aiden van Lindesfarne († 651)
  - Heilige Wala van Corbie († 836)
  - Heilige Jozef van Arimathea († 1e eeuw)
  - Maagd Maria Middelares (vrije gedachtenis in België)
  - Marcello Candia († 1983)

## Weerextremen

### Nederland
| | Officiële records | Officiële records | Officiële records |      | Landelijke records | Landelijke records | Landelijke records  |
| Gebeurtenis | Jaar              | Extreem           | Locatie           | Jaar | Extreem            | Locatie            |                     |
| --- | ----------------- | ----------------- | ----------------- | ---- | ------------------ | ------------------ | ------------------- |
| Laagste etmaalgemiddelde temperatuur (°C) | 1934              | 10,1              | De Bilt           |      | 1934               | 10,1               | De Bilt             |
| Hoogste etmaalgemiddelde temperatuur (°C) | 2005              | 22,5              | De Bilt           |      | 1929               | 24,2               | Maastricht          |
| Laagste minimumtemperatuur (°C) | 1956              | 3,8               | De Bilt           |      | 1959               | 2,9                | Twenthe             |
| Hoogste minimumtemperatuur (°C) | 1958              | 18,4              | De Bilt           |      | 1958               | 18,6               | Maastricht          |
| Laagste maximumtemperatuur (°C) | 1965              | 14,8              | De Bilt           |      | 1965               | 13,4               | Deelen              |
| Hoogste maximumtemperatuur (°C) | 2005              | 28,9              | De Bilt           |      | 1929               | 32,6               | Maastricht          |
| Hoogste uurgemiddelde windsnelheid (m/s) | 1909              | 13,4              | De Bilt           |      | 1980               | 22,1               | Cadzand             |
| Hoogste windstoot (m/s) | 1953              | 15,9              | De Bilt           |      | 1980               | 26,8               | Cadzand             |
| Langste zonneschijnduur (uur) | 1991              | 12,5              | De Bilt           |      | 1991               | 13,2               | Lauwersoog          |
| Langste neerslagduur (uur) | 1963              | 9,8               | De Bilt           |      | 1990               | 17,0               | Maastricht          |
| Hoogste etmaalsom van de neerslag (mm) | 1963              | 18,2              | De Bilt           |      | 2012               | 45,6               | Leeuwarden          |
| Laagste etmaalgemiddelde relatieve vochtigheid (%) | 2022              | 57                | De Bilt           |      | 1947               | 50                 | Maastricht          |
| Laagste uurwaarde luchtdruk op zeeniveau (hPa) | 1909              | 997,0             | De Bilt           |      | 1909               | 994,2              | Eelde               |
| Hoogste uurwaarde luchtdruk op zeeniveau (hPa) | 1964              | 1032,7            | De Bilt           |      | 1964               | 1033,0             | Rotterdam, Schiphol |
| Officiële records worden altijd gemeten op het KNMI-weerstation in De Bilt. Landelijke records kunnen worden gemeten op elk officieel KNMI-weerstation in Nederland. |                   |                   |                   |      |                    |                    |                     |

Uitzonderlijke gebeurtenissen
- 1958 - Officieel hoogste minimumtemperatuur in °C van het jaar gemeten in De Bilt: 18,4
- 2015 - Laatste officiële zomerse dag van het jaar (maximumtemperatuur ≥ 25 °C in De Bilt)

### België
Dagrecords
- 1890 - Laagste etmaalgemiddelde temperatuur 10,5 °C
- 1886 - Hoogste etmaalgemiddelde temperatuur 24,2 °C
- 1940 - Laagste minimumtemperatuur 5,9 °C
- 1929 - Hoogste maximumtemperatuur 33,6 °C
- 1883 - Hoogste etmaalsom van de neerslag 19,1 mm

Uitzonderlijke gebeurtenissen
- 1920 - Koudste augustus-decade van de eeuw: gemiddelde temperatuur: 12,5 °C.
- 1958 - 72 mm neerslag in Heist-aan-Zee (Knokke-Heist).
- 2011 - Voor de kust van Blankenberge wordt een waterhoos waargenomen.

<< · 1 · 2 · 3 · 4 · 5 · 6 · 7 · 8 · 9 · 10 · 11 · 12 · 13 · 14 · 15 · 16 · 17 · 18 · 19 · 20 · 21 · 22 · 23 · 24 · 25 · 26 · 27 · 28 · 29 · 30 · 31 · >>